# Ion Mitilineu
Ion Mitilineu (n. 28 Septembrie 1868, Băilești, Dolj, România – d. 11 Iunie 1946) a fost un politician și ministru de externe român.

## Viață și carieră
Mitilineu a fost numit ministru al Afacerilor Externe al României la 30 Martie 1926, când Alexandru Averescu a preluat funcția de Prim-ministrul al României. Mitilineu a făcut parte din avansul diplomatic românesc în eforturile de restabilire a bunelor relații cu statele europene și semnarea acordurilor de cooperare militară cu vecinii. Prim-ministrul Averescu se întâlnise deja cu liderul italian Benito Mussolini în 1924 și era interesat de o colaborare strânsă cu Italia. În timpul mandatului lui Mitilineu, relațiile româno-italiene s-au îmbunătățit semnificativ și în septembrie 1926 a fost semnat tratatul de prietenie între cele două state. După aceea, România a semnat Pactul de la Locarno.
Mitilineu a dezvoltat, de asemenea, bune relații cu Cehoslovacia și Iugoslavia prin Alianța Micii Antante împotriva potențialelor amenințări iredentiste din Ungaria. Este considerat unul dintre cei mai de succes miniștri de externe ai României. În politica internă, el a încercat, de asemenea, să unifice Partidul Țărănesc pentru a crea un bloc anti-liberal în România.
În 1931, Ion Mitilineu a devenit senator ales pe listele „Uniunii Naționale”, coaliție patronată de guvernul Iorga-Argetoianu.
Mitilineu a murit la 11 iunie 1946, la vârsta de 77 de ani.